# Anatomie eines Mordes (Film)

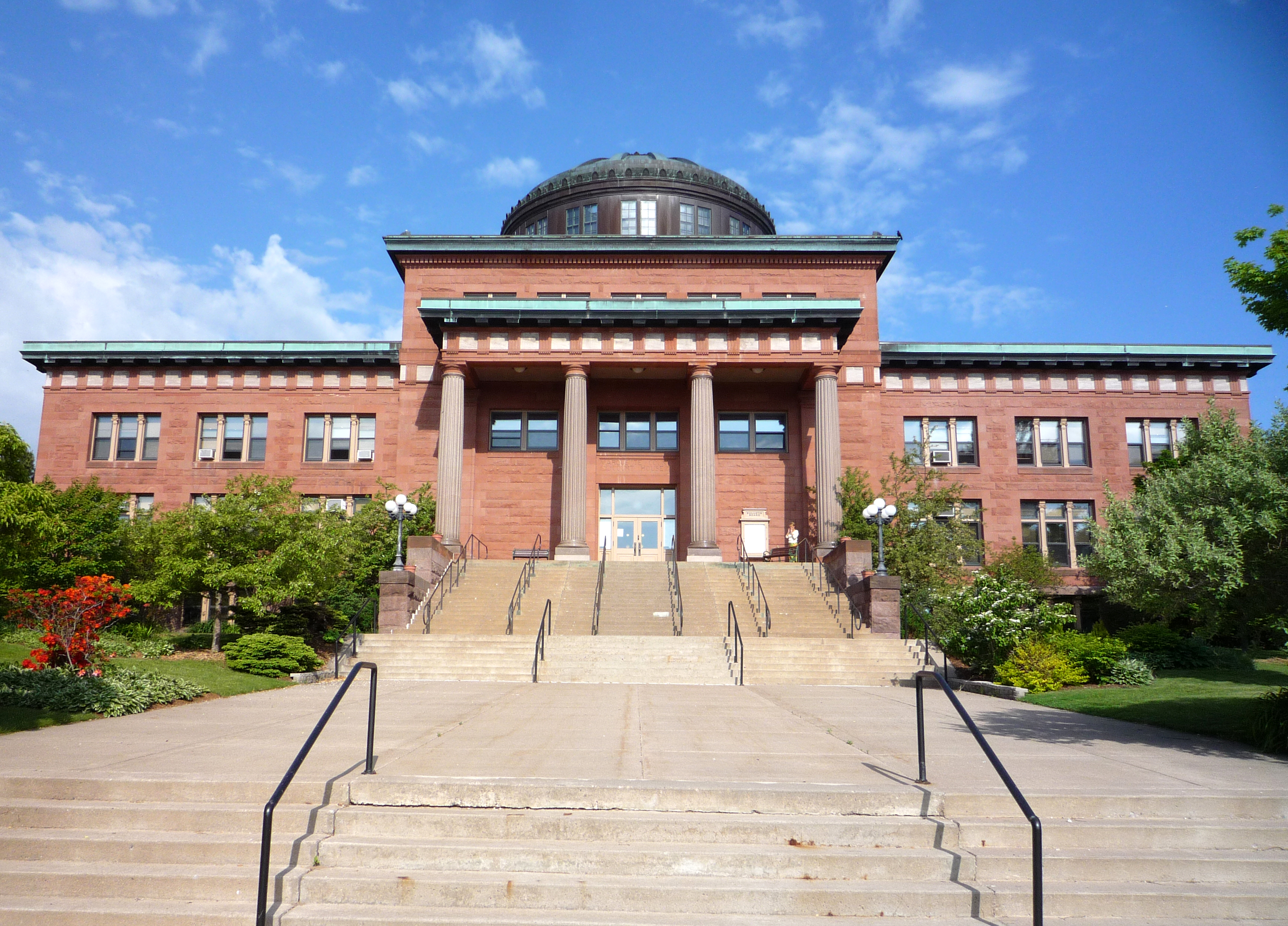
Marquette County Courthouse in Marquette (Michigan), gelistet im National Register of Historic Places Nr. 7800150

Anatomie eines Mordes (Originaltitel: Anatomy of a Murder) ist die Verfilmung des gleichnamigen Kriminalromanes von Robert Traver. Der Film aus dem Jahr 1959 entstand unter der Regie von Otto Preminger.

## Handlung
Anwalt Paul Biegler, langjähriger Bezirksstaatsanwalt einer kleinen Gemeinde in Michigan, hat bei den letzten Wahlen seinen Posten an seinen Konkurrenten Mitch Lodwick verloren. Seitdem widmet er sich hauptsächlich seinen Leidenschaften Fischen und Jazzmusik. In seiner kleinen Kanzlei nimmt er nur unbedeutende Fälle an, um sich über Wasser zu halten, und philosophiert ansonsten mit seinem Freund Parnell Emmett McCarthy, ebenfalls ein versierter Jurist, der aber alkoholabhängig ist, über theoretische Rechtsfragen.
Da fällt ihm plötzlich ein interessanter Fall zu. Frederick Manion, Leutnant in der örtlichen Garnison, hat den Barbesitzer Barney Quill erschossen, weil der seine Frau Laura in einem abgelegenen Waldstück vergewaltigt haben soll. Bieglers Gegner in dem Verfahren, Bezirksstaatsanwalt Mitch Lodwick, holt sich den erfahrenen Ankläger Claude Dancer aus der Hauptstadt Lansing zu Hilfe. Biegler bittet seinen Freund Parnell, ihn zu unterstützen, allerdings muss dieser ihm versprechen, auf Alkohol zu verzichten.
An der Täterschaft von Lt. Manion bestehen zwar keine Zweifel, aber Anwalt Biegler will mithilfe seines Freundes nachweisen, dass er aufgrund der Vergewaltigung seiner Frau in einem emotionalen Ausnahmezustand war, der die Tat entschuldbar macht. Die Ankläger ziehen jedoch in Zweifel, ob Lt. Manions Ehefrau tatsächlich vergewaltigt wurde. Da es ihnen nicht gelingt, diesen Sachverhalt aus der Verhandlung herauszuhalten, wollen sie im Laufe der Verhandlung bei den Geschworenen den Eindruck erwecken, dass die Frau dem Barbesitzer im Vorfeld der Tat Avancen gemacht oder gar eine Affäre mit ihm hatte und Lt. Manion ihn deshalb aus Eifersucht erschoss.
Als jedoch die Tochter des erschossenen Barbesitzers in dem Verfahren gegen ihren Vater aussagt, wendet sich das Blatt endgültig, und Lt. Manion wird freigesprochen.
Wenig später fährt Anwalt Biegler mit seinem Freund Parnell zu dem Wohnwagenpark, in dem die Manions wohnen, um über die Bezahlung des Honorars zu sprechen. Dort müssen sie feststellen, dass Lt. Manion und seine Frau tags zuvor abgereist sind.

## Entstehung
Teile des Films wurden in der Kleinstadt Marquette im US-Bundesstaat Michigan gedreht. Für die Gerichtsszenen wurde das dortige Kreisgericht (Marquette County Courthouse) verwendet.

## Veröffentlichung
Der Film kam am 22. September 1959 in die Kinos der Bundesrepublik Deutschland. Im deutschen Fernsehen war er erstmals am 26. Oktober 1972 in der ARD zu sehen.

## Kritik
„Schauspielerisch hervorragend besetztes Dialogdrama. Die brillante Regie macht aus dem Stoff ein klar strukturiertes Experiment, das mit nahezu wissenschaftlicher Präzision die ‚seelische Anatomie‘ aller Beteiligten seziert.“

## Auszeichnungen (Auswahl)
Der Film war 1960 in sieben Kategorien für den Oscar nominiert, unter anderem als Bester Film. Bei den Laurel Awards 1960 konnte der Film drei Preise gewinnen. James Stewart und Arthur O’Connell wurden für ihre Rollen ausgezeichnet, der Film erhielt den Preis in der Kategorie Top Drama. Duke Ellington erhielt einen Grammy in der Kategorie Best Soundtrack Album.
2012 wurde Anatomie eines Mordes ins National Film Registry aufgenommen, das Filme listet, die als besonders erhaltenswert gelten.